# Dammsjön (Stora Skedvi socken, Dalarna)
Dammsjön är en sjö i Säters kommun i Dalarna och ingår i Dalälvens huvudavrinningsområde. Sjön har en area på 0,387 kvadratkilometer och ligger 132 meter över havet.

## Delavrinningsområde
Dammsjön ingår i det delavrinningsområde (670870-150526) som SMHI kallar för Utloppet av Dammsjön. Medelhöjden är 201 meter över havet och ytan är 7,56 kvadratkilometer. Det finns ett avrinningsområde uppströms, och räknas det in blir den ackumulerade arean 24,2 kvadratkilometer. Vattendraget som avvattnar avrinningsområdet har biflödesordning 3, vilket innebär att vattnet flödar genom totalt 3 vattendrag innan det når havet efter 183 kilometer. Avrinningsområdet består mestadels av skog (81 procent). Avrinningsområdet har 0,62 kvadratkilometer vattenytor vilket ger det en sjöprocent på 8,2 procent.